# هيبي شينا فورشن
نادي هيبي شينا فورشن هو نادي كرة قدم صيني محترف يشارك في الدوري الصيني لكرة القدم بموجب ترخيص من الاتحاد الصيني لكرة القدم (CFA) . يقع مقر الفريق في لانغ فانغ ، خبي واستادهم الرئيسي هو استاد لانغفانغ الذي يتسع لـ 30,000 شخص. أصحابها الحاليون هم مطورو العقارات China Fortune Land Development الذين تولى النادي في 27 يناير 2015 . ووفقًا لمجلة فوربس، فإن هيبي شينا فورشن هو فريق كرة القدم السابع الأكثر قيمة في الصين ، حيث تبلغ قيمة فريقه 90 مليون دولار، وعائدات تقديرية تبلغ 22 مليون دولار في عام 2015.

## التاريخ
تم تأسيس هيبي شينا فورتون في 28 مايو 2010 من قبل اتحاد كرة القدم في Hebei ومجموعة Hebei Zhongji Group التي وعدت باستثمار ثلاثة ملايين يوان في الموسم للحملات الأربع التالية.سجلوا للعب ضمن الدوري الصيني الثاني، المستوى الثالث من نظام الدوري الصيني لكرة القدم، لسبب الرعاية في موسم 2011 الدوري. فشلوا في التقدم إلى اللعب بعد الانتهاء من المركز الخامس في مرحلة المجموعات. في 17 أكتوبر 2011 ، تم إنهاء العلاقة التعاونية بين Hebei FA و Hebei Zhongji Group ، وامتلكت Hebei Zhongji Group ملكية كاملة للنادي في حين أن اللاعبين الذين يملكهم Hebei FA انقسموا إلى فريق جديد يسمى Hebei Youth.3 في بداية موسم الدوري عام 2012 ، سيحتل خبي تشونغ جي المركز الأول في المجموعة الشمالية بـ18 فوز و 5 تعادلات وهزيمة واحدة فقط، إلا أنه خسر في ربع النهائي من المباريات من قبل هوبي هواكايير، النتيجة عند 1–1 خسرها على قاعدة الأهداف بعيدا. في 16 أغسطس 2013 تم إحضار Guo Ruilong لإدارة الفريق لبقية موسم 2013 الدوري، ولكن خلال فترة ولايته القصيرة في النادي سرعان ما قادهم للترقية بعد وصيفهم القادمين في نهاية الحملة.استدعي هوانغ يانج لتدريب الفريق خلال الموسم الحالي، بينما أعلن النادي يوم 26 ديسمبر 2013 أن أوروجواي نيلسون أجريستا سيكون أول مدرب أجنبي للأندية.
في 27 يناير 2015 ، قاموا بتغيير اسم الفريق باسم هيبي شينا فورتون بعد أن تم شراؤها من قبل China Fortune Land Development. وقع المدير الصربي رادومير أنتي عقدًا لمدة ثلاث سنوات مع النادي في نفس اليوم.قاموا بتغيير اسم النادي باسم هيبي شينا فورتون. في ديسمبر 2015 بعد الفوز بالترقية إلى الدوري الصيني الممتاز في موسم 2015. ومنذ ذلك الحين، وسّع النادي سعيه لتحقيق النجاح في الدوري من خلال هبوط نجوم عالميين مثل جيرفينيو وإيزيكيل لافيتزي.اعتبارًا من سبتمبر 2016 ، سيدير النادي التشيلي مانويل بيليغرينى، وريال مدريد السابق، وميلاجا، وريال مدريد ومانشستر سيتي، النادي، وهو جزء من خطة أكبر لهيبي شينا فورتون وكرة القدم الصينية لتحقيق قفزة كبيرة إلى الأمام مع نهاية العقد.

## اللاعبون
آخر تحديث March 1, 2018. 
ملاحظة: تشير الأعلام إلى المنتخب الوطني على النحو المحدد في قواعد الأهلية للفيفا. قد يحمل اللاعبون أكثر من جنسية واحدة غير تابعة للفيفا.
| الرقم | البلد     | المركز | اللاعب           |
| ----- | --------- | ------ | ---------------- |
| 1     | الصين     | حارس   | أو يا            |
| 2     | الصين     | مدافع  | Zhao Mingjian    |
| 3     | الصين     | وسط    | زهاو يوهاو       |
| 4     | الصين     | مدافع  | جين يانغ يانغ    |
| 5     | الصين     | مدافع  | لانغ تشنغ        |
| 6     | الصين     | وسط    | Luo Senwen       |
| 7     | الصين     | مهاجم  | جيانغ نينغ       |
| 8     | الصين     | وسط    | يين هونجبو       |
| 9     | الصين     | مهاجم  | جونغ جويشهينغ    |
| 10    | البرازيل  | وسط    | أندرسون هيرنانيس |
| 11    | الصين     | وسط    | غوي هونج         |
| 13    | الصين     | مدافع  | سوي لين          |
| 14    | الأرجنتين | مدافع  | خافيير ماسكيرانو |
| 15    | الصين     | وسط    | Wang Qiuming     |
| 16    | الصين     | مدافع  | Du Wenyang       |
| 17    | الصين     | وسط    | Song Wenjie      |

| الرقم | البلد      | المركز | اللاعب          |
| ----- | ---------- | ------ | --------------- |
| 18    | الصين      | وسط    | فينغ جانغ       |
| 19    | الصين      | حارس   | يانغ تشينغ      |
| 20    | الصين      | وسط    | هو رينتيان      |
| 21    | الصين      | مدافع  | جيانغ زهيبينغ   |
| 22    | الأرجنتين  | مهاجم  | إزيكييل لافيتزي |
| 23    | الصين      | مدافع  | رين هانغ        |
| 24    | الصين      | حارس   | Geng Xiaofeng   |
| 26    | الصين      | مدافع  | جيانغ ونجيون    |
| 27    | ساحل العاج | مهاجم  | جرفينيو         |
| 28    | الصين      | وسط    | زهانغ تشينغدونغ |
| 31    | الصين      | مهاجم  | Xu Tianyuan     |
| 33    | الصين      | مدافع  | Gao Zhunyi      |
| 35    | الصين      | وسط    | Che Shiwei      |
| 36    | الصين      | وسط    | تشن تانغ        |
| 37    | الصين      | مهاجم  | Gao Huaze       |
| 25    | المغرب     | مهاجم  | أيوب الكعبي     |